# Гайда (одиниця вимірювання)
Га́йда або карруката (англ. hide, англо-сакс.: hϊd або hiwisc; лат. carrucate) — одиниця величини земельних ділянок у англосаксонській Британії (за винятком Кенту та територій данського права). Одна гайда являла собою величину оброблюваної земельної ділянки, достаньої для утримання сім'ї одного вільного селянина-керла.
Реальна площа гайди варіювалась в залежності від регіону: так у Кембриджширі та, скоріш за все, у інших середньоанглійських областях, звичайна гайда досягала 120 акрів орної землі, у той час, як в Вілтширі та Дорсеті всього 40. Різниця у площі гайд у різних регіонах пояснювалась тим, що гайда фактично була не одиницею площі землі, а одиницею її продуктивності. Спочатку гайда була земельним володінням одного вільного землероба або однієї сім'ї. Відповідно обов'язки вільного землероба у ранніх англосаконських королівствах (військова служба у фірді, продуктова рента королю, утримання мостів та замків) розподілялись по гайдам. У подальшому практика оцінки землі у фіскальних або інших державних цілях збереглась, не зважаючи на те, що самі гайди перестали являти собою володіння однієї сім'ї.
У кінці англосаксонського періоду гайда фактично стала одиницею обкладення земельних володінь державними та феодальними повинностями: так при Ательстані від кожних 5 гайд землі виділявся 1 озброєний солдат у королівське ополчення, а при зборі данських грошей від кожної гайди сплачувалось 2 шилінги. Гайда також мала адміністративно-територіальну функцію: поселенням англосаксів, у залежності від їхньої величини присвоювалось 5, 10, 20 або більше (але кратне 5) число гайд, згідно з яким конкретне село або містечко несли повинності на користь короля, території з населенням, що відповідало 100 гайдам, утворювали сотні, які у свою чергу групувались у графства.
Гайда зберегла своє фіскальне значення і деякий час після нормандського завоювання. Ще у «Книзі Страшного суду» гайда грає роль одиниці оцінки і обкладення земель у південній та середній Англії (за винятком Кету та Данелагу).
Одна четверта частина гайди називалась віргатою та була базовою одиницею наділу феодально залежного селянства (англосаксонських гебурів, а після нормандського завоювання — вілланів).